# 더 레슬링 쇼케이스
더 레슬링 쇼케이스 (The Wrestling Showcase)는 2022년 출범한 프로레슬링 단체이다.